# Liste d'espèces d'amphibiens décrites entre 2006 et 2010
De nouvelles espèces vivantes sont régulièrement définies chaque année.
L'apparition d'une nouvelle espèce dans la nomenclature peut se faire de trois manières principales :
- découverte dans la nature d'une espèce totalement différente de ce qui est connu jusqu'alors,
- nouvelle interprétation d'une espèce connue qui s'avère en réalité être composée de plusieurs espèces proches mais bien distinctes. Ce mode d'apparition d'espèce est en augmentation depuis qu'il est possible d'analyser très finement le génome par des méthodes d'étude et de comparaison des ADN, ces méthodes aboutissant par ailleurs à des remaniements de la classification par une meilleure compréhension de la parenté des taxons (phylogénie). Pour ce type de création de nouvelles espèces, deux circonstances sont possibles : soit une sous-espèce déjà définie est élevée au statut d'espèce, auquel cas le nom, l'auteur et la date sont conservés, soit il est nécessaire de donner un nouveau nom à une partie de la population de l'ancienne espèce,
- découverte d'une nouvelle espèce par l'étude plus approfondie des spécimens conservés dans les musées et les collections.

Ces trois circonstances ont en commun d'être soumises au problème du nombre de spécialistes mondiaux compétents capables de reconnaître le caractère nouveau d'un spécimen. C'est une des raisons pour lesquelles le nombre d'espèces nouvelles chaque année, dans une catégorie taxinomique donnée, est à peu près constant. 
Pour bien préciser le nom complet d'une espèce, le (ou les) auteur(s) de la description doivent être indiqués à la suite du nom scientifique, ainsi que l'année de parution dans la publication scientifique. Le nom donné dans la description initiale d'une espèce est appelé le basionyme. Ce nom peut être amené à changer par la suite pour différentes raisons.
Dans la mesure du possible, ce sont les noms actuellement valides qui sont indiqués, ainsi que les découvreurs, les pays d'origine et les publications dans lesquelles les descriptions ont été faites.

## 2006

### Espèces vivantes décrites en 2006
- Colostethus kaiei Kok, Sambhu, Roopsind, Lenglet et Bourne, 2006

Dendrobatidé découvert dans le Parc national Kaieteur en Guyana.
- Dendrobates uakarii Brown, Schulte et Summers, 2006

Dendrobatidé découvert en Amazonie péruvienne.
- Eleutherodactylus sp. Garcia et Lynch, 2006

Découvert en Colombie.
- Litoria sp. Richards, Oliver, Dahl et Tjaturadi, 2006

Hylidé découvert en Nouvelle-Guinée .
- Probreviceps sp. Loader, Channing, Menegon et Davenport, 2006

Anoure .
- Mixophyes sp. 1 Mahony, Donnellan, Richards et McDonald, 2006

Myobatrachidé découvert en Australie.
- Mixophyes sp. 2 Mahony, Donnellan, Richards et McDonald, 2006

Myobatrachidé découvert en Australie.
- Centrolene mariaelenae Cisneros-Heredia et McDiarmid, 2006

Centrolenidé découvert en Équateur.
- Hypsiboas nympha Faivovich, Moravec, Cisneros-Heredia et Köhler, 2006

Hylidé découvert en Amazonie équatorienne, colombienne et péruvienne.
- Eleutherodactylus aureolineatus Guayasamin, Ron, Cisneros-Heredia, Lamar et McCracken, 2006

Brachycephalidé découvert en Amazonie équatorienne et péruvienne.
- Eleutherodactylus aracamuni Barrio-Amorós et Molina, 2006
- Eleutherodactylus corrugatus Duellman, Lehr et Venegas, 2006
- Eleutherodactylus padrecarlosi Mueses-Cisneros, 2006

### Accession au statut d'espèce (2006)
- Bufotes balearicus (Boettger, 1880)

Ce bufonidé décrit en 1880 et considéré ensuite comme une sous-espèce de Bufo viridis (Bufo viridis balearicus) a été à nouveau élevé au rang d'espèce en 2006. Répartition : France (Corse), Italie (Sardaigne et Apennins) et Espagne (Majorque et Minorque aux Baléares).
- Phyllomedusa bahiana A. Lutz, 1925[9].

### Nouvelles sous-espèces (2006)
- Salamandra salamandra alfredschmidti Köhler et Steinfarz, 2006

Salamandridé découvert dans la vallée de Tendi (Asturies, Espagne) .

## 2007

### Espèces vivantes décrites en 2007
- Gegeneophis goaensis Bhatta, Dinesh, Prashanth et Kulkarni, 2007

Caeciliidé découvert en 2004 en Inde.
- Gegeneophis mhadeiensis Bhatta, Dinesh, Prashanth et Kulkarni, 2007

Caeciliidé découvert en Inde.
- Pseudohynobius kuankuoshuiensis Xu, Zeng & Fu, 2007

Hynobiidé.
- Bolitoglossa gomezi Wake, Savage et Hanken, 2007

Pléthodontidé découvert au Costa Rica. L'épithète spécifique est dédiée à Luis Diego Gomez, botaniste costaricien.
- Bolitoglossa bramei Wake, Savage et Hanken, 2007

Pléthodontidé découvert au Costa Rica. L'épithète spécifique est dédiée à Arden H. Brame,  spécialiste des salamandres néotropicales.
- Rhinella lescurei Fouquet, Gaucher, Blanc & Velez-Rodriguez, 2007

Bufonidé découvert en Guyane française, endémique (synonyme : Bufo lescurei) .
- Rhinella martyi Fouquet, Gaucher, Blanc & Velez-Rodriguez, 2007

Bufonidé .
- Hyalinobatrachium tatayoi Castroviejo-Fisher, Ayarzagüena et Vilá, 2007

Centrolénidé découvert au Venezuela.
- Hyla heinzsteinitzi Grach, Plesser & Werner, 2007

Hylidé.
- Nyctibatrachus karnatakaensis Dinesh, Radhakrishnan, Reddy et Gururaja, 2007

Nyctibatrachidé.
- Nyctibatrachus minimus Biju et al., 2007

Nyctibatrachidé découvert au Kérala (Inde). Cette espèce s'avère être la plus petite grenouille de la faune indienne (10 mm.) .
- Nyctibatrachus sholai Radhakrishnan, Dinesh et Ravichandran, 2007

Nyctibatrachidé .
- Cochranella ameliae Cisneros-Heredia et Meza-Ramos, 2007

Ranidé découvert en Équateur.
- Nannophrys naeyakai Fernando, Wickramasingha et Rodrigo, 2007

Ranidé découvert au Sri-Lanka .
- Rana hanluica Shen, Jiang et Yang, 2007

Ranidé.

### Accès au statut d'espèce (2007)
- Triturus macedonicus (Karaman, 1922)

Salamandridé .

## 2008

### Nouvelles espèces vivantes (2008)

#### Urodèles
- Hynobius fuca Lai & Lue, 2008

Hynobiidé découvert à Taïwan .
- Hynobius glacialis Lai & Lue, 2008

Hynobiidé découvert à Taïwan .
- Paramesotriton zhijinensis, 2008

Salamandiidé.

#### Anoures

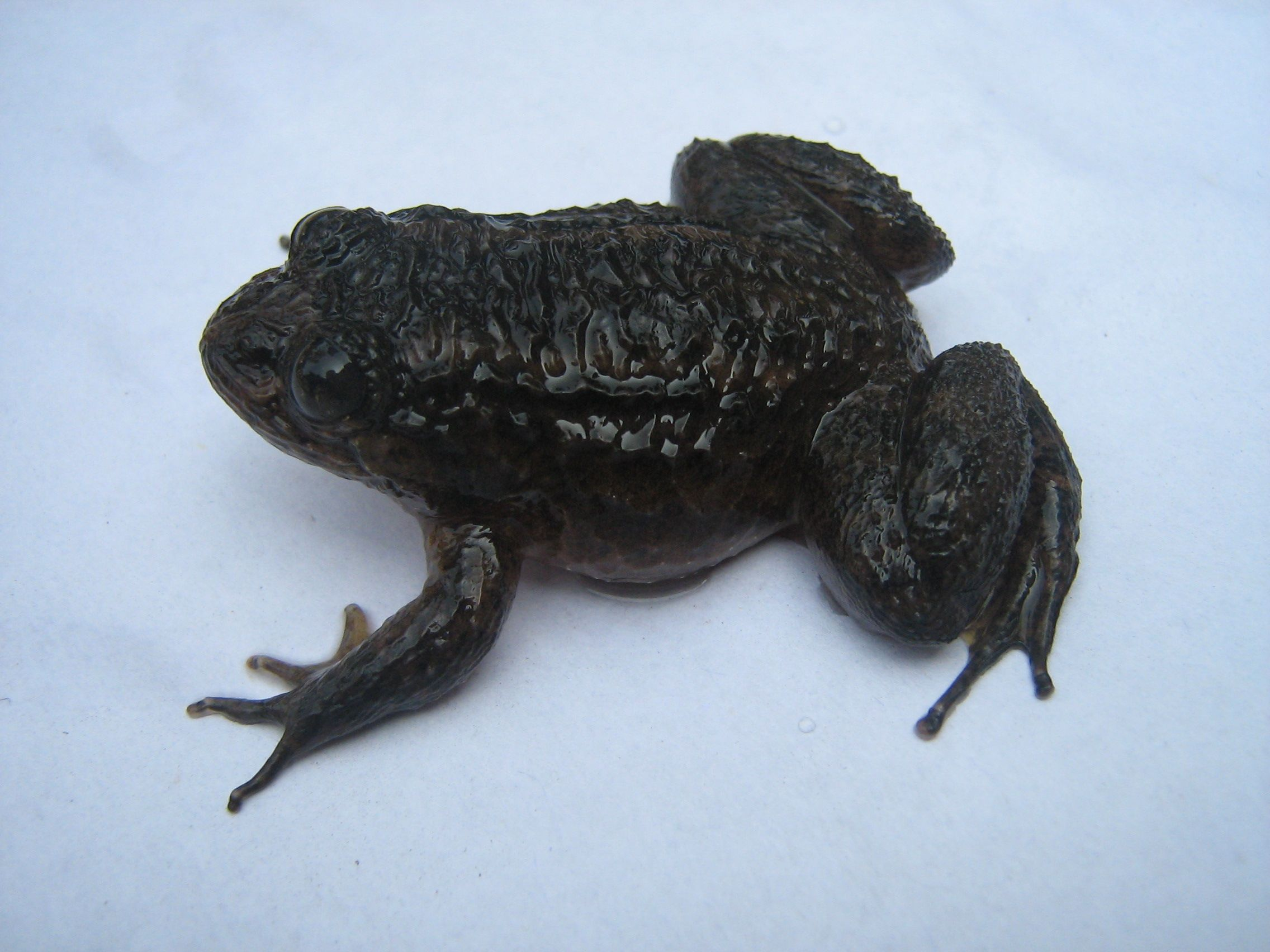
Nyctibatrachus dattatreyaensis, découvert en Inde

- Bufo eichwaldi Litvinchuk, Borkin, Skorinov & Rasanov, 2008

Bufonidé.
- Pseudacris fouquettei Lemmon (E.M.), Lemmon (A.R.), Collins & Cannatella, 2008

Hylidé découvert aux États-Unis .
- Hypsiboas caipora, 2008

Hylidé découvert au Brésil
- Scinax tupinamba Da Silva & Alves-Silva, 2008

Hylidé découvert au Brésil.
- Odontophrynus maisuma, 2008

Leptodactylidé découvert au Brésil
- Nyctibatrachus dattatreyaensis Dinesh, Radhakrishnan & Bhatta, 2008

Ranidé découvert en Inde.
- Pristimantis achuar Elmer & Cannatella, 2008

Strabomantidé découvert en Équateur
- Pristimantis altamnis Elmer & Cannatella, 2008

Strabomantidé découvert en Équateur
- Pristimantis kichwarum Elmer & Cannatella, 2008

Strabomantidé découvert en Équateur.

### Espèces fossiles et subfossiles (2008)
- Beelzebufo ampinga Evans, Jones & Krause, 2008

Leptodactylidé découvert dans le Crétacé de Madagascar. Selon les estimations, l'espèce pouvait atteindre 40 cm et 4 kg, soit plus que tous les anoures actuels.